# فيرونيكا كريستيانسن
فيرونيكا كريستيانسن (بالنرويجية: Veronica Kristiansen‏) مواليد 10 يوليو 1990 في ستافانغر، هي لاعبة كرة يد نرويجية تلعب كظهير أيسر. مثلت منتخب النرويج لكرة اليد للسيدات. شاركت في دورة الألعاب الأولمبية الصيفية سنة 2016. حققت المركز الأول في بطولة العالم لكرة اليد للسيدات 2015.

## سجل المنافسة
شاركت في البطولات التالية:
- الألعاب الأولمبية الصيفية 2016
- بطولة العالم لكرة اليد للسيدات 2013
- بطولة العالم لكرة اليد للسيدات 2015
- بطولة أوروبا لكرة اليد للسيدات 2014
- بطولة أوروبا لكرة اليد للسيدات 2016

## الإنجازات
- الألعاب الأولمبية الصيفية:
  - الميدالية البرونزية: 2016
- بطولة العالم لكرة اليد للسيدات:
  - الفوز: 2015
- بطولة أوروبا لكرة اليد للسيدات:
  - الفوز: 2014، 2016
- بطولة العالم لكرة اليد للسيدات ناشئين:
  - الفوز: 2010

## روابط خارجية
- فيرونيكا كريستيانسن على موقع الاتحاد الدولي لكرة اليد (الإنجليزية)
- فيرونيكا كريستيانسن على موقع الاتحاد الأوروبي لكرة اليد (الإنجليزية)
- فيرونيكا كريستيانسن على موقع الاتحاد النرويجي لكرة اليد (النرويجية)
- فيرونيكا كريستيانسن على موقع اللجنة الأولمبية الدولية (الإنجليزية)
- فيرونيكا كريستيانسن على موقع أوليمبيديا (الإنجليزية)